# 八木重二郎
八木 重二郎（やぎ じゅうじろう、1942年7月12日 - ）は日本の実業家。新日本製鐵代表取締役副社長を経て、初代東日本高速道路代表取締役会長。

## 人物
山口県山口市出身。山口県立山口高等学校を経て、1965年 一橋大学商学部卒業、八幡製鐵入社。経営企画や総務などの管理部門を歩み、エンジニアリング本部長等を務めた。
1999年新日本製鐵常務、2001年エンジニアリング事業本部副本部長、2003年代表取締役副社長・エンジニアリング事業本部長、2005年取締役（社長付）。特定非営利活動法人循環型経済社会推進機構理事長就任。
2005年高速道路株式会社法により新たに設立された東日本高速道路の最高経営責任者（CEO）である代表取締役会長に就任。旧日本道路公団のファミリー企業の子会社化・整理・再編、談合防止策の実施、企業会計制度の導入等を行った。またサービスエリアやパーキングエリアの開発や住民への開放も進め、2008年には幕張パーキングエリア に商業施設「Pasar」1号店・「Pasar幕張」を開設。次いで、2009年には羽生パーキングエリアに2号店「Pasar羽生」、三芳パーキングエリアに3号店「Pasar三芳」を開設。
2009年民主党が政権公約に掲げた高速道路無料化策について、道路の維持管理費用を確保できるのかなどと疑問を呈した。
政権交代により、批判をした民主党の鳩山由紀夫内閣が成立し、2010年会長を退任。同年11月から2011年6月まで非常勤顧問。2011年7月公益財団法人防長倶楽部理事長、2013年9月一般財団法人産業遺産国民会議代表理事。山口七夕会会長も務める。